# Coppa Italia di calcio da tavolo 2006
La diciottesima Coppa Italia di calcio da tavolo venne organizzata dalla F.I.S.C.T. a Chianciano Terme il 4 e 5 novembre 2006. Per la prima volta viene applicato il "sistema svizzero" per il primo turno eliminatorio. La gara fu suddivisa nella categoria "Master" aperta a tutti i giocatori, "Cadetti" per i giocatori eliminati al primo turno della gara "Master",  nella categoria "Under19", nella categoria "Under15 " (ex-Trofeo Avvenire), nella categoria "Under12", nella categoria "Veterans" e "Femminile" per quanto concerne le gare individuali. La gara a squadre fu suddivisa nella competizione "Master" e "Satellite".

## Medagliere
| Pos. | Regione        |   |   |   | Totale |
| ---- | -------------- | - | - | - | ------ |
| 1    | Campania       | 3 | 2 | 2 | 7      |
| 2    | Lazio          | 3 | 1 | 1 | 5      |
| 3    | Emilia-Romagna | 1 | 2 | 3 | 6      |
| 4    | Umbria         | 1 | 1 | 3 | 5      |
| 5    | Sicilia        | 1 | 1 | 1 | 3      |
| 6    | Piemonte       | 0 | 2 | 0 | 2      |
| 7    | Lombardia      | 0 | 0 | 3 | 3      |
| 8    | Toscana        | 0 | 0 | 2 | 2      |
| 9    | Marche         | 0 | 0 | 1 | 1      |
| -    | Liguria        | 0 | 0 | 1 | 1      |

## Risultati

### Categoria Master

#### Ottavi di finale
- Marco Perazzo - Claudio Dogali 2-1
- Saverio Bari - Augusto Vagnoni 4-0
- Daniele Bertelli - Gianluca Galeazzi 1-2 d.t.s.
- Lucio Canicchio - Paolo Martiner Testa 2-3
- Massimo Bolognino - Marco Lamberti 0-2
- Daniele Pochesci - Alberto Apollo 3-1
- Massimiliano Croatti - Stefano Buono 1-0
- Enrico Guidi - Simone Bertelli 0-1

#### Quarti di finale
- Marco Perazzo - Simone Bertelli 2-1 d.t.s.
- Saverio Bari - Massimiliano Croatti 2-1
- Gianluca Galeazzi  - Daniele Pochesci 3-2
- Paolo Martiner Testa - Marco Lamberti 0-4

#### Semifinali
- Marco Perazzo - Marco Lamberti 2-1
- Gianluca Galeazzi  - Saverio Bari 1-2

#### Finale
- Saverio Bari - Marco Perazzo 4-2

### Categoria Squadre Master

#### Primo turno
- C.C.T. Black & Blue Pisa - S.C. Triestina 2-1
- A.C.S. Perugia - C.C.T. Eagles Napoli 1-1
- T.S.C. Stella Artois Milano - S.C. Firenze 4-0
- C.C.T. Roma - S.C. Bari 1-1
- S.C. Warriors 1983 Torino - S.C. Sessana '83 2-1
- Bologna Tigers Subbuteo - S.C. Subbito Gol Ferrara 3-1
- Reggiana Subbuteo - S.C. Dinamis Falconara 1-1
- T.S.C. Black Rose '98 Roma - S.C. Bergamo 2-1

#### Secondo turno
- C.C.T. Black & Blue Pisa - T.S.C. Black Rose '98 Roma 2-1
- A.C.S. Perugia - S.C. Bari 4-0
- T.S.C. Stella Artois Milano - S.C. Dinamis Falconara 4-0
- C.C.T. Roma - C.C.T. Eagles Napoli 2-2
- S.C. Warriors 1983 Torino - Bologna Tigers Subbuteo 2-1
- Reggiana Subbuteo - S.C. Firenze 4-0
- S.C. Sessana '83 - S.C. Subbito Gol Ferrara 2-2
- S.C. Bergamo - S.C. Triestina 2-1

#### Terzo turno
- C.C.T. Black & Blue Pisa - S.C. Warriors 1983 Torino 3-0
- A.C.S. Perugia - T.S.C. Stella Artois Milano 2-1
- C.C.T. Roma - S.C. Bergamo 4-0
- C.C.T. Eagles Napoli - Reggiana Subbuteo 3-0
- T.S.C. Black Rose '98 Roma - Bologna Tigers Subbuteo 2-2
- S.C. Bari - S.C. Subbito Gol Ferrara 4-0
- S.C. Sessana '83 - S.C. Dinamis Falconara 1-0
- S.C. Firenze - S.C. Triestina 4-0

#### Quarti di finale
- C.C.T. Black & Blue Pisa - Reggiana Subbuteo 0-2
- A.C.S. Perugia - Bologna Tigers Subbuteo 1-0
- T.S.C. Stella Artois Milano - S.C. Warriors 1983 Torino 3-1
- C.C.T. Roma - C.C.T. Eagles Napoli 2-2* D.R.

#### Semifinali
- Reggiana Subbuteo - C.C.T. Eagles Napoli 1-3
- A.C.S. Perugia - T.S.C. Stella Artois Milano 3-1

#### Finale
- A.C.S. Perugia - C.C.T. Eagles Napoli 1-2

| ... | ... | ... |
| ... | ... | ... |
| ... | ... | ... |
| ... | ... | ... |

### Categoria Squadre Satellite

#### Primo turno
- S.C. Palermo - S.C. Treemme Modena 4-0
- S.C. Luigi Riva Sansepolcro - S.C. Ternana 3-0
- S.C. Ascoli - C.C.T. Monsummano 2-1
- Cagliari C.T. - S.C. Lazio 4-0
- S.C. Leonessa Brescia - S.C. Cosenza 4-0
- S.C. Free Kickers Roma - S.C. Napoli Fighters 2-0
- S.C. Virtus 4strade Rieti - S.C. Versilia 2002 2-0
- S.C. Fiamme Azzurre Roma - S.C. C.R.A.L. Breda Pistoia 3-0
- S.C. Catania - S.C. Corner Team Varese 3-0
- S.C. Napoli2000 - S.C. S.P.E.S. Solarium Napoli 3-0
- S.C. Biella '91 - S.C. San Francesco da Paola 3-0

#### Secondo turno
- S.C. Palermo - S.C. Catania 3-0
- S.C. Luigi Riva Sansepolcro - S.C. Leonessa Brescia 3-1
- S.C. Ascoli - Cagliari C.T. 2-1
- S.C. Free Kickers Roma - C.C.T. Monsummano 1-2
- S.C. Virtus 4strade Rieti - S.C. Napoli2000 3-1
- S.C. Fiamme Azzurre Roma - S.C. Biella '91 1-0
- S.C. Cosenza - S.C. Ternana 2-2
- S.C. Corner Team Varese - S.C. Treemme Modena 0-4
- S.C. San Francesco da Paola - S.C. C.R.A.L. Breda Pistoia 3-0
- S.C. Napoli Fighters - S.C. Lazio 4-0
- S.C. Versilia 2002 - S.C. S.P.E.S. Solarium Napoli 3-0

#### Terzo turno
- S.C. Palermo - S.C. Fiamme Azzurre Roma 3-1
- S.C. Luigi Riva Sansepolcro - S.C. Virtus 4strade Rieti 2-1
- S.C. Ascoli - S.C. Napoli Fighters 3-0
- S.C. Cagliari - S.C. Biella '91 3-1
- S.C. Leonessa Brescia - S.C. San Francesco da Paola 3-0
- S.C. Free Kickers Roma - S.C. Treemme Modena 3-0
- S.C. Catania - S.C. Versilia 2002 2-0
- S.C. Napoli2000 - C.C.T. Monsummano 2-2
- S.C. Cosenza - S.C. C.R.A.L. Breda Pistoia 4-0
- S.C. Corner Team Varese - S.C. Lazio 2-1
- S.C. S.P.E.S. Solarium Napoli - S.C. Ternana 2-1

#### Quarti di finale
- S.C. Palermo - S.C. Fiamme Azzurre Roma 2*-2 D.R.
- S.C. Luigi Riva Sansepolcro - S.C. Virtus 4strade Rieti 1-2
- S.C. Ascoli - S.C. Free Kickers Roma 3-1
- S.C. Cagliari - S.C. Leonessa Brescia 0-4ff

#### Semifinali
- S.C. Palermo - S.C. Leonessa Brescia 4-0
- S.C. Virtus 4strade Rieti - S.C. Ascoli 1*-1 D.R.

#### Finale

##### S.C. Palermo - S.C. Virtus 4strade Rieti 1-1* D.R.
| ... | ... | ... |
| ... | ... | ... |
| ... | ... | ... |
| ... | ... | ... |

### Categoria Cadetti

#### Ottavi di finale
- Mauro Salvati - Stefano Flamini	 2-1
- Marco Lauretti - Paolo Licheri 4-2
- Emilio Richichi - Giuseppe Silvestri 4-2
- Cesare Santanicchia - Vincenzo Riccio 3-1
- Massimo Ciano - Pierfrancesco Perri 6-1
- Matteo Balboni Simone Nappini 1-2
- Maurizio Sasso - Gaetano Sasso 0-1
- Giovanni Riccardi - Romoaldo Balzano 2-3

#### Quarti di finale
- Mauro Salvati - Gaetano Sasso 2-1 d.c.p.
- Marco Lauretti - Paolo Martiner Testa 3-0
- Emilio Richichi - Simone Nappini 1-0
- Cesare Santanicchia - Massimo Ciano 3-1

#### Semifinali
- Mauro Salvati - Cesare Santanicchia 2-1
- Marco Lauretti - Emilio Richichi 4-0

#### Finale
- Mauro Salvati - Marco Lauretti 1-3

### Categoria "Under19"

#### Girone A
- Mario Frittelli - Cristopher Rossi  1-2
- Mario Frittelli - Pierpaolo Silano 3-0
- Cristopher Rossi - Pierpaolo Silano 0-0

#### Girone 2
- Riccardo La Rosa - Michael Plumari 5-0
- Giacomo Giordano - Matteo Muccioli 1-3
- Riccardo La Rosa - Matteo Muccioli 1-1
- Giacomo Giordano - Michael Plumari 0-1
- Riccardo La Rosa - Giacomo Giordano 4-0
- Matteo Muccioli - Michael Plumari 6-0

#### Semifinali
- Cristopher Rossi - Matteo Muccioli 1-2
- Mario Frittelli - Riccardo La Rosa 0-5

#### Finale
- Riccardo La Rosa - Matteo Muccioli 4-1

### Categoria "Veterans"

#### Primo turno
- Corrado Trenta - Giovanni Guercia 3-0
- Severino Gara - Francesco Mattiangeli 5-0ff
- Stefano De Francesco - Paolo Finardi 3-0
- Riccardo Marinucci - Stefano Tagliaferri 3-0
- Livio Cerullo - Maurizio Colella 0-2
- Massimiliano Schiavone - Marco Borriello 2-3
- Mauro Manganello - Lorenzo Molari 3-0
- Giacomo Monica - Riccardo Schito 3-0
- Massimo Conti - Lorenzo Papini 3-1
- Francesco Ranieri - Vincenzo Chiesa 2-0
- Carlo Melia - Massimo Marangoni 3-2
- Rodolfo Casentini - Nicola Ranieri 2-1
- Ferdinando Romito - Massimo Bellotti 2-1
- Marco Borriello - Massimiliano Schiavone 3-2
- Simone Faraoni - Marco Minestrini 1-0
- Gianni Pintore - Alfredo Palmieri 2-0

#### Secondo turno
- Corrado Trenta - Gianni Pintore 7-2
- Severino Gara - Stefano Tagliaferri 5-0
- Stefano De Francesco - Riccardo Marinucci 4-1
- Paolo Finardi - Lorenzo Molari 9-0
- Livio Cerullo - Massimo Marangoni 4-1
- Massimiliano Schiavone - Marco Minestrini 2-1
- Mauro Manganello - Giacomo Monica 0-0
- Maurizio Colella - Simone Faraoni 3-0
- Massimo Conti - Marco Borriello 0-0
- Carlo Melia - Ferdinando Romito 0-0
- Francesco Ranieri - Rodolfo Casentini 0-0
- Riccardo Schito - Vincenzo Chiesa 2-1
- Massimo Bellotti - Alfredo Palmieri 3-0
- Nicola Ranieri - Giovanni Guercia 2-1
- Maurizio Colella - Simone Faraoni 3-0
- Lorenzo Papini - Francesco Mattiangeli 5-0ff

#### Terzo turno
- Corrado Trenta - Maurizio Colella 3-1
- Severino Gara - Stefano De Francesco 2-2
- Paolo Finardi - Nicola Ranieri 4-1
- Riccardo Marinucci - Gianni Pintore 7-0
- Livio Cerullo - Massimo Bellotti 3-0
- Massimiliano Schiavone - Lorenzo Papini 3-0
- Mauro Manganello - Marco Borriello 1-1
- Massimo Conti - Giacomo Monica 2-2
- Francesco Ranieri - Ferdinando Romito 1-1
- Carlo Melia - Rodolfo Casentini 1-1
- Simone Faraoni - Riccardo Schito 1-1
- Giovanni Guercia - Marco Minestrini 2-0
- Vincenzo Chiesa - Massimo Marangoni 2-0
- Lorenzo Molari - Alfredo Palmieri 1-0
- Stefano Tagliaferri - Francesco Mattiangeli 5-0ff

#### Ottavi di finale
- Corrado Trenta - Marco Borriello 0-1
- Severino Gara - Ferdinando Romito 2-0
- Stefano De Francesco - Rodolfo Casentini 3-1
- Paolo Finardi - Carlo Melia 1-0
- Riccardo Marinucci - Francesco Ranieri 2-1
- Livio Cerullo - Massimo Conti 0-1
- Massimiliano Schiavone - Maurizio Colella 0-0* d.c.p.
- Mauro Manganello - Giacomo Monica 1-2

#### Quarti di finale
- Marco Borriello - Giacomo Monica 3-2
- Severino Gara - Maurizio Colella 2-0
- Stefano De Francesco - Massimo Conti 5-0
- Paolo Finardi - Riccardo Marinucci 2-1

#### Semifinali
- Marco Borriello - Paolo Finardi 1-2
- Severino Gara - Stefano De Francesco 1-2

#### Finale
- Stefano De Francesco - Paolo Finardi 3-0

### Categoria "Under15"

#### Primo turno
- Mattia Bellotti - Jacopo De Angelis 13-0
- Andrea Pasini - Daniele Lamporesi 3-0
- Simone Palmieri - Manuel Zanotti 3-0
- Andrea Manganello - Andrea Bonoli 1-0
- Simone Esposito - Luca Nunziatini 1-0
- Niccolò Stefanucci - Pietro Vulcano 7-0
- Francesco Turco - Giacomo Gardini 1-1
- Alberto Acerbi - Francesco Bardi 5-0

#### Secondo turno
- Mattia Bellotti - Giacomo Gardini 6-0
- Andrea Pasini - Alberto Acerbi 3-1
- Simone Palmieri - Andrea Manganello 0-0
- Simone Esposito - Niccolò Stefanucci 2-1
- Francesco Turco - Jacopo De Angelis 5-0
- Andrea Bonoli - Manuel Zanotti 0-0
- Daniele Lamporesi - Francesco Bardi 2-0
- Luca Nunziatini - Pietro Vulcano 2-0

#### Terzo turno
- Mattia Bellotti - Francesco Turco 5-1
- Andrea Pasini - Simone Esposito 2-0
- Simone Palmieri - Luca Nunziatini 2-1
- Andrea Manganello - Alberto Acerbi 1-0
- Niccolò Stefanucci - Daniele Lamporesi 6-0
- Andrea Bonoli - Pietro Vulcano 1-0
- Giacomo Gardini - Jacopo De Angelis 4-0
- Francesco Bardi - Manuel Zanotti 1-0

#### Quarti di finale
- Mattia Bellotti - Andrea Bonoli 8-0
- Andrea Pasini - Francesco Turco 3-1
- Simone Palmieri - Niccolò Stefanucci 0-3
- Andrea Manganello - Simone Esposito 4-3 d.t.p.

#### Semifinali
- Mattia Bellotti - Andrea Manganello 4-0
- Andrea Pasini - Niccolò Stefanucci 1-0

#### Finale
- Mattia Bellotti - Andrea Pasini 7-0

### Categoria "Under12"

#### Girone unico
- Gabriele Farnesi - Angelo Gara 1-0
- Federica Bellotti - Antonio De Francesco 1-0
- Gabriele Farnesi - Diego Tagliaferri 0-2
- Federica Bellotti - Angelo Gara 1-0
- Gabriele Farnesi - Antonio De Francesco 0-0
- Angelo Gara - Diego Tagliaferri 1-2
- Federica Bellotti - Gabriele Farnesi 0-0
- Diego Tagliaferri - Antonio De Francesco 5-0
- Angelo Gara - Antonio De Francesco 0-0
- Diego Tagliaferri - Federica Bellotti 4-0

#### Finale
- Diego Tagliaferri - Federica Bellotti 2-0

### Categoria "Femminile"

#### Girone Unico
- Alessandra Brescia - Sara Guercia 1-0
- Gabriella Costa - Sara Guercia 4-0
- Alessandra Brescia - Gabriella Costa 0-1
- Alessandra Brescia - Sara Guercia 2-1
- Gabriella Costa - Sara Guercia 3-0
- Alessandra Brescia - Gabriella Costa 1-0

#### Finale
- Alessandra Brescia - Gabriella Costa 1-0